# Brunetto Chiarelli
Brunetto Chiarelli (Firenze, 15 luglio 1934) è un antropologo italiano.

## Biografia
Brunetto Chiarelli nasce a Firenze nel 1934. Dal 1958 al 1959 è assistente volontario alla Cattedra di Anatomia umana all’Università degli Studi di Firenze. Dal 1962 al 1969 insegna Antropologia ed Ecologia all’Università degli Studi di Torino, dal 1970 al 1975 è Visiting Professor al dipartimento di Antropologia di Toronto, ove tiene un corso sull’evoluzione umana e partecipa ad un progetto di ricerca, studiando e osservando la popolazione eschimese di Igloolik.
Dal 1979 è docente di Antropologia all'Università di Firenze, nel 1972 fonda e dirige sino al 1986 il Journal Human Evolution. In seguito fonda il Journal Human Evolution, International of Anthropology, organo ufficiale dell'European Antrophological Association. In questo senso, affronta i temi dell’impatto delle nuove biotecnologie sull’uomo e sull’ambiente.
Nel 1997 è direttore del Museo nazionale di Antropologia-Etnologia di Firenze ed ha curato il riordino del Musée de l'Homme di Parigi e lo Smithsonian Museum of Natural History di Washington.
Presidente dell’Associazione antropologica italiana, è membro del comitato editoriale di riviste nel settore antropologico ed ecologico. Studia l’adattamento delle popolazioni umane ad ambienti ecologici diversi, occupandosi anche di popolazioni antiche subfossili come gli egizi e gli etruschi con metodi moderni e attraverso lo studio paleodemografico. È autore di oltre 500 pubblicazioni scientifiche (in italiano, inglese, francese, portoghese) sui problemi di genetica, citogenetica, tassonomia ed evoluzione dei primati, biologia della popolazione e della botanica.
Nella Biblioteca di Scienze dell'Università di Firenze si trova il "Fondo Brunetto Chiarelli": 3.200 volumi donati dallo studioso.

## Opere
- Taxonomic Atlas of Living Primates, Londra, Academic Press, 1972
- Evolution of the Primates: an Introduction to the Biology of Man, Londra, Academic Press, 1973
- L'origine dell'uomo. Introduzione all' Antropologia, Bari, Laterza, 1978
- Origine della socialità e della cultura umana, Bari, Laterza, 1984 (tradotto in portoghese nel 1990 dalla Università della Coimbra)
- Colombo e la riscoperta dell'America: genocidio, etnocidio, ecocidio, Firenze, Angelo Pontecorboli Editore, 1992
- Migrazioni. Antropologia e storia di una rivoluzione in atto, Firenze, Vallecchi Ed., 1992
- Bioetica Globale, Firenze, Angelo Pontecorboli Editore, 1993
- Man between past and future, Washington, R.Pearson Ed., 1996
- Firenze la riscoperta delle Americhe, Firenze, Pontercorboli Editore, 2012
- Il valore della diversità, Pavia, Edizioni Altravista, 2012
- (insieme a Renzo Bigazzi e Luca Sineo) Lineamenti di antropologia per le scienze motorie, Padova, Piccin-Nuova Libraria, 2012
- I centri genetici delle piante coltivate. Le origini delle culture e il futuro dell'umanità, Pavia, Edizioni Altravista, 2014
- La fase acquatica dell'evoluzione umana, Pavia, Edizioni Altravista, 2016